# Потийский собор

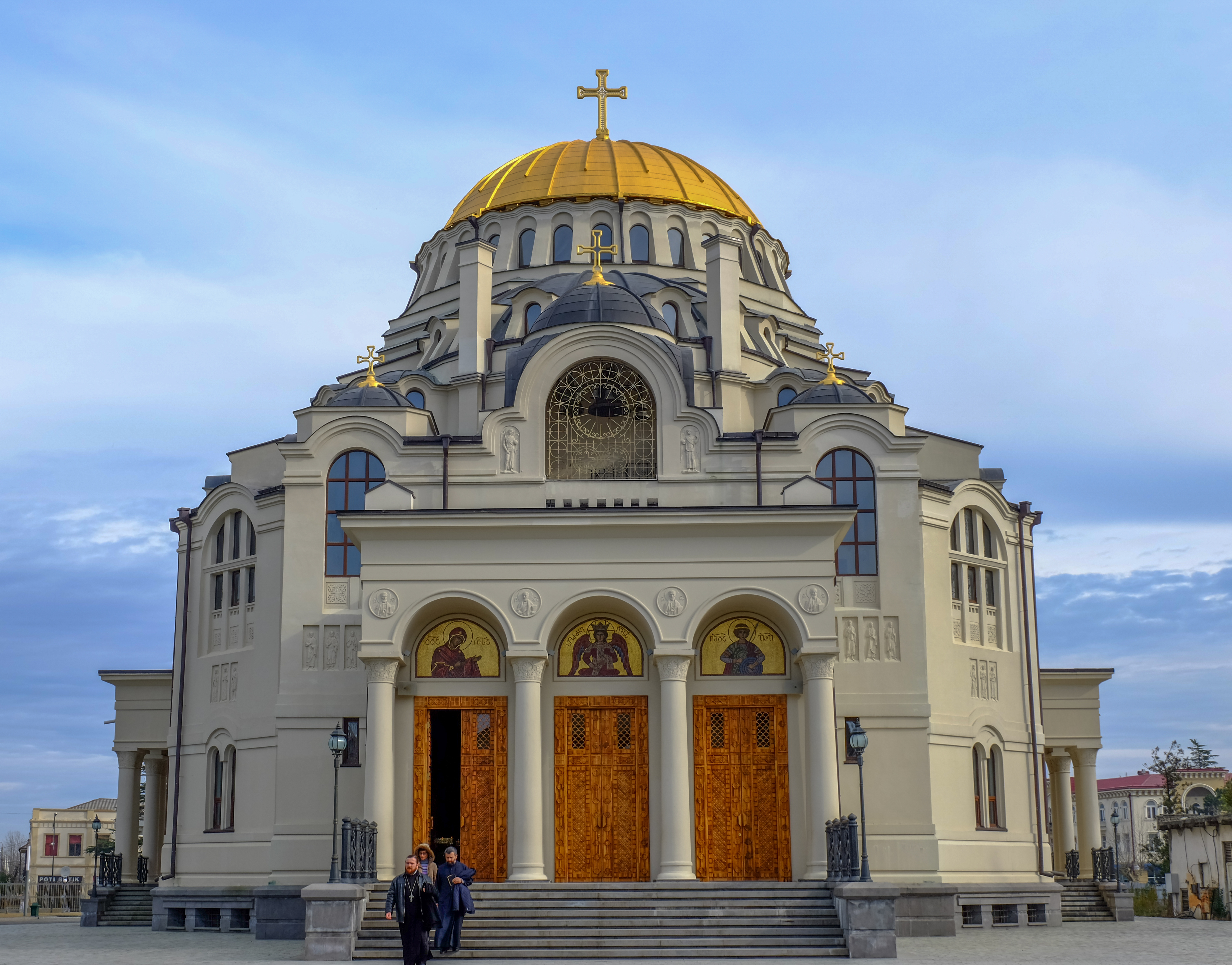
Собор Андрея Первозванного в Поти

Потийский собор (груз. ფოთის საკათედრო ტაძარი) — грузинская православная церковь в центре города Поти, Грузия.

## История

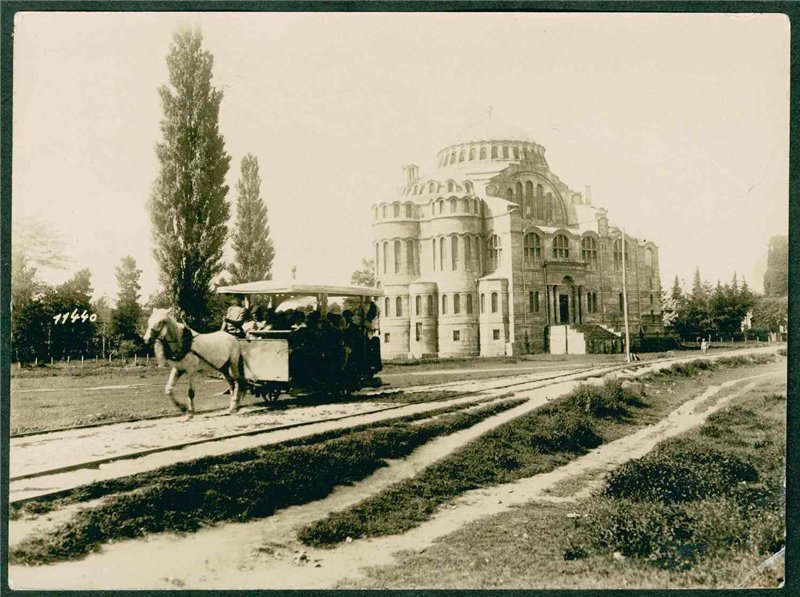
Собор св. Андрея Первозванного (1907)

Собор представляет собой имитацию собора Святой Софии в Стамбуле и был построен в 1906–07 годах при большом вкладе Нико Николадзе, главы Поти. 
Архитекторами этого неовизантийского собора были Александр Зеленко и Роберт Марфельд, вместимость церкви составляет 2000 человек. Орнаменты и украшения созданы по образцу средневековых христианских соборов в горах Трабзона. Потийский собор имел три иконостаса, среди главного украшения иконостаса – иконы св. Нино, св. Андрея Первозванного и Давида Строителя.
Это один из самых ранних примеров применения железобетона в церквях. 
В 1923 году, после вторжения Красной Армии в Грузию, коммунистическое правительство превратило его в театр, а колокола были переданы в дар фонду индустриализации.
В 2005 году собор был возвращен Грузинской Православной Церкви и отреставрирован при президенте Саакашвили.